# Heilig-Kreuz-Kirche (Bielefeld)

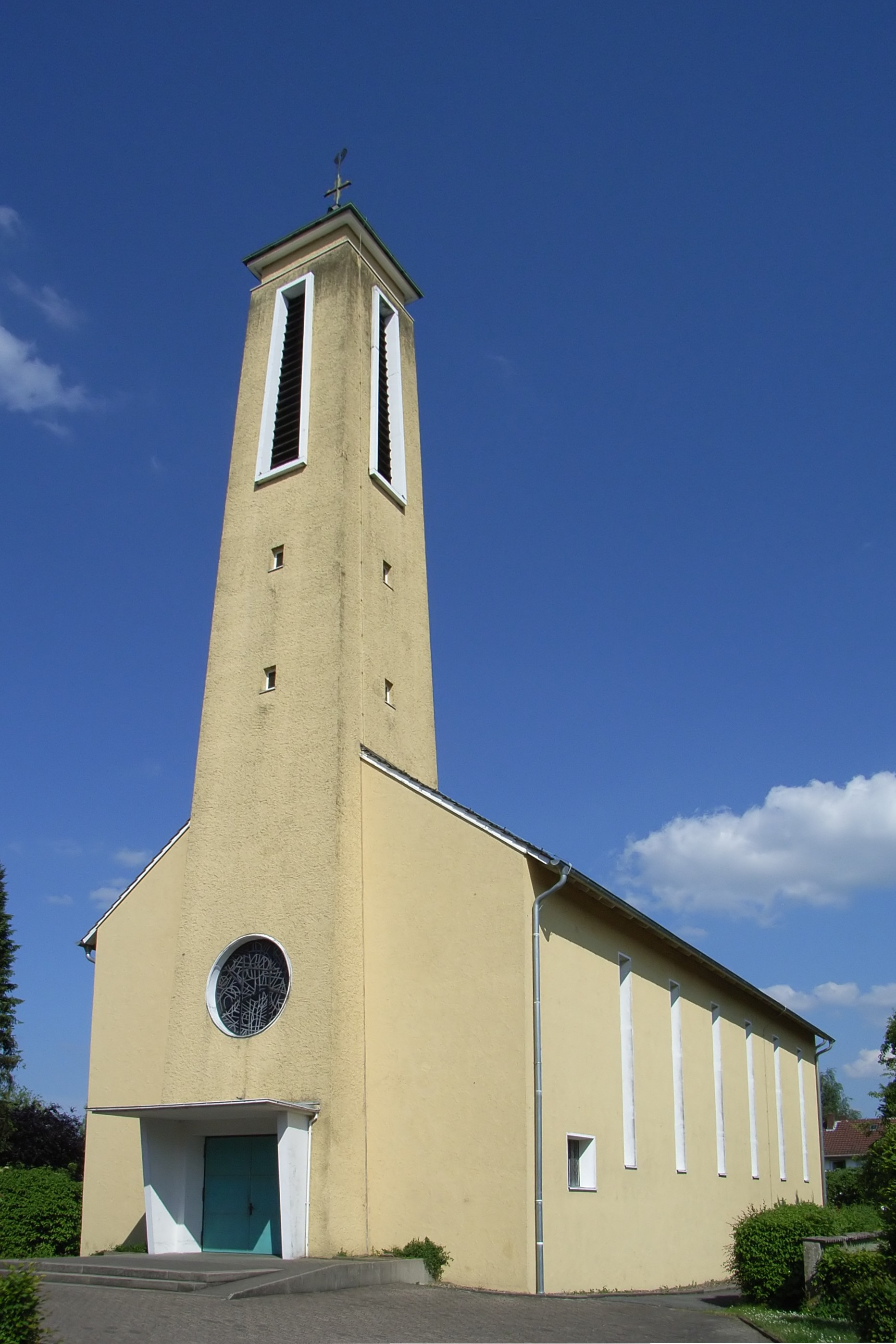
Heilig-Kreuz-Kirche

Die Heilig-Kreuz-Kirche ist eine katholische Pfarrkirche in Bielefeld. Sie liegt im Nordosten der Stadt im Stadtteil Brake im Stadtbezirk Heepen. Kirche und Gemeinde gehören zum Dekanat Bielefeld-Lippe im Erzbistum Paderborn.

## Baugeschichte
Nach der Auflösung des Franziskanerklosters Bielefeld 1829 gab es nur noch den 600 Mitglieder umfassenden Pfarrbezirk Schildesche. Erst nach dem Zweiten Weltkrieg kam es durch den Zuzug von Ostvertriebenen zu einem starken Anstieg von Katholiken. 1950 lebten bereits 8000 in Bielefeld; zur Gewährleistung der Seelsorge war die Abpfarrung, also die Aufteilung des Pfarrbezirks, unumgänglich.
Die nächstgelegene Pfarrkirche für die rund 1200 Gemeindemitglieder in Brake lag in Schildesche, so dass man sich zum Bau einer eigenen Kirche entschloss.
Die Grundsteinlegung erfolgte 1958, fertiggestellt wurde der Kirchenbau nach anderthalbjähriger Bauzeit im August 1959.

## Ausstattung
Das etwa vier Mal sechs Meter große Chorfenster zeigt in abstrakter Gestaltung ein über Fabriken, Gebäude und Berge fahrendes, vom Gotteshauch getriebenes Schiff, das die Kirche symbolisieren soll. Der Betrachter soll durch die Symbolik zur Meditation angeregt werden.
Der Altar wurde vom Bildhauer Johannes Niemeier (Rietberg) 1986/1987 aus Anröchter Dolomit geschaffen. Das Relief unterhalb der Altarmensa (Altarplatte) zeigt einen Dornenkranz. An den vier Seiten jeweils in der Mitte sind Flammen zu sehen. Der Künstler denkt an die Geschichte aus dem Alten Testament, in der Gott dem Moses im brennenden Dornbusch erscheint. Das Altarkreuz gestaltet sich als quadratisches und freischwebendes Holzkreuz. Das dunkle 3000 Jahre alte Moorholz trägt eine im Kontrast dazu stehende helle Jesusfigur.
Die vierzehn Stationen des Kreuzwegs stellen sich als einfarbige Holzschnittdrucke dar.

### Glocken
Die drei Gussstahl-Glocken wurden 1963 vom Bochumer Verein für Gußstahlfabrikation (BVG) gegossen.
| Aufschrift       | HEILIG KREUZ | AVE MARIA | SANKT FRANZISKUS |
| Gewicht (ca. kg) | 620          | 460       | 300              |
| Schlagton        | fis          | gis       | h                |